# Ypthima stellera
Ypthima stellera är en fjärilsart som beskrevs av Eschenscholtz 1821. Ypthima stellera ingår i släktet Ypthima och familjen praktfjärilar. Inga underarter finns listade i Catalogue of Life.